# Antonio Quintanadueñas
Antonio Quintanadueñas (Alcántara, 1599-Sevilla, 1651), religioso y escritor español del siglo XVII.

## Biografía
Cursó estudios en el Colegio de San Hermenegildo de Sevilla y después en el noviciado de San Luis. Enseñó latinidad en Jerez y Écija (1628), y tras la tercera “probación” en Baeza (1628-1630) actuó como “operario” y prefecto de la congregación estudiantil de Osuna. Esta trayectoria explica mucho del contenido de la obra que se edita. En 1633 vive ya en la casa profesa de Sevilla, principio de una larga residencia en la ciudad, de cuya archidiócesis fue examinador general. En 1637 ejercía como rector en el Colegio de los Irlandeses de Sevilla.

## Obra
La obra de Quintanadueñas se enmarca en el ámbito de la literatura devocional, un género que, durante mucho tiempo y sobre todo en la Baja Edad Moderna, despertó el interés y la atracción de un importante número de lectores. En este sentido, las hagiografías o historias de las vidas de los santos se convirtieron en pleno siglo XVII en verdaderos paradigmas para los fieles, ya que constituían una fuente inagotable de donde extraer miles de ejemplos a imitar. Estas obras nos relatan todas las peripecias que acontecen al futuro santo, desde su nacimiento hasta el anhelado momento en que se reviste de categoría celestial. El lector, atraído por estas singulares historias, dará rienda suelta a su imaginación y “acompañará” al santo en su “camino de perfección”. 
Además, estas fantásticas narraciones, muchas veces revestidas de gran realismo, se leían en los púlpitos como sermones y se incluían en los calendarios anuales, de los que se hacían versiones cortas del santo de cada día. Precisamente, Quintanadueñas, en la dedicatoria de su obra Santos de la ciudad de Sevilla que hace al cabildo catedralicio hispalense, fechada el 4 de febrero de 1637, se refiere a los motivos que le impulsaron a escribir esta obra, relatar la vida de aquellos santos que dicha instancia, por acuerdo capitular de 1624, declaró “por naturales de esta ciudad y diócesis, para que como a tales se les pagase el debido culto, solemnizando su día, celebrando su fiesta con el augusto sacrificio de la misa y la sagrada pensión del divino oficio”.